# Gerhard Brennecke

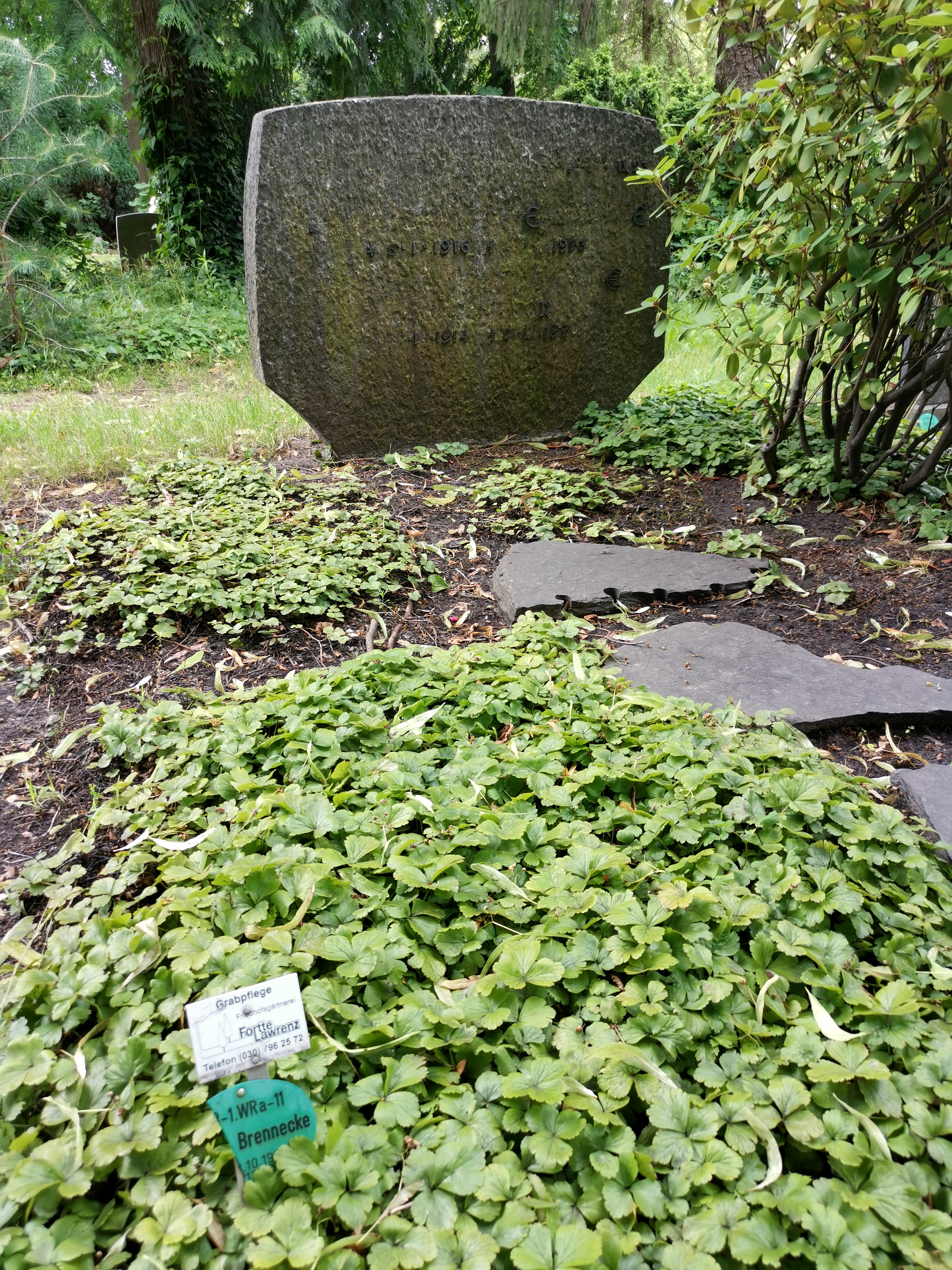
Familiengrab auf dem Friedhof Steglitz

Gerhard Brennecke (* 5. Januar 1916 in Halle an der Saale; † 14. Mai 1973 in Berlin) war ein deutscher evangelischer Theologe, Chefredakteur und Missionsdirektor.

## Leben
Gerhard Brennecke wurde als Sohn einer Hallenser Kaufmannsfamilie während des Ersten Weltkrieges geboren und wuchs in der Saalestadt auf. Er engagierte sich im Studentenbund für Mission (SfM). Im Jahre 1938 nahm er an der Weltkonferenz des Internationalen Missionsrates in Tambaram, in der Nähe von Madras, teil. Nach dem Theologiestudium an der Martin-Luther-Universität Halle-Wittenberg und seinem Vikariat  wurde Brennecke am 19. September 1943 ordiniert. Er war Hilfsprediger der Bekennenden Kirche in der Kirchenprovinz Sachsen.

### Berufsweg in Berlin
Nach Rückkehr aus dem Zweiten Weltkrieg mit kurzer Kriegsgefangenschaft 1945 wurde Brennecke 1946 Studentenpfarrer im Reisedienst, Missionsinspektor sowie 1947 Chefredakteur der kirchlichen Zeitschrift Die Zeichen der Zeit und danach hauptamtlich Direktor der Berliner Missionsgesellschaft.

### Direktor der Berliner Missionsgesellschaft
Walter Braun, kurmärkischer Generalsuperintendent und Mitglied des Komitees des Berliner Missionswerks, führte Gerhard Brennecke im Juni 1949 in der damaligen Kirche der Berliner Stadtmission in das Amt des Missionsdirektors ein. In der Position des Direktors der Berliner Missionsgesellschaft war er Nachfolger Siegfried Knaks (* 1875) und Inhaber einer provinzialkirchlichen Pfarrstelle bei der Äußeren Mission. Der Leiter der Abteilung Kirchenfragen bei der Parteileitung der CDU, Willi Leisner charakterisierte den damaligen „jungen Direktor der Berliner Missionsgesellschaft“, als „Mann, der von früher Studentenzeit her in engster Berührung mit den großen Aufgaben der Mission und der Oekumene gestanden, den Kirchenkampf gegen den Nationalsozialismus wacker durchgestanden hat und … bewusst mitten in der Unterwegs-Situation christlicher Kirche in der Gegenwart, steht ...“.
Der Missionsdirektor organisierte 1954 eine Festveranstaltung anlässlich des 130-jährigen Bestehens der Berliner Missionsgesellschaft im Garten des Missionshauses in der Georgenkirchstraße unter Teilnahme von Berliner Kirchengemeinden und des Potsdamer Generalsuperintendenten Braun, der über 20 Jahre im Berliner Missionswerk gearbeitet hatte, sowie des Präsidenten der Berliner Missionsgesellschaft Karl Otto von Kameke.
Brennecke war ab 1956 Vorsitzender des Ökumenischen Dienstes Berlin und später Direktor des Ökumenisch-Missionarischen Amtes in Berlin. Zudem war er in den 1950er Jahren Lehrbeauftragter der Theologischen Fakultät der Humboldt-Universität zu Berlin. Sein Thema war die Ausbreitung des Christentums und das Werden der jungen Kirchen. Bis zum Mauerbau hatte Brennecke nebenberuflich auch an der Kirchlichen Hochschule in Zehlendorf Lehrveranstaltungen in Missionswissenschaft durchgeführt. Ab 1961 hielt er Lehrveranstaltungen am Sprachenkonvikt in der Berliner Borsigstraße ab, wo die selbständige akademische Theologenausbildung der evangelischen Kirchen in der DDR stattfand.
Anlässlich des 100. Geburtstages des Missionswissenschaftlers an der Universität Berlin D. Julius Richter 1962 führte das Berliner Missionswerk eine Gedenkveranstaltung unter Leitung von Missionsdirektor Brennecke durch und würdigte ihn als einen „entscheidenden Mitgestalter und Wegbereiter der Ökumene“. Im Januar 1965 nahm Brennecke zusammen mit dem Landesbischof der Evangelisch-Lutherischen Landeskirche Sachsens Gottfried Noth an der Tagung des Zentralausschusses des Ökumenischen Rates der Kirchen in Enugu, Nigeria, teil und vom 8. bis zum 17. Februar 1966 an der Zentralausschusstagung in Genf.

### Synodaler
Zugleich war Brennecke Mitglied der EKD-Synode. Auf der Synode der Evangelischen Kirche in Deutschland im März 1957 im Johannesstift in Berlin-Spandau hielt Brennecke ein Referat zum Thema Kirche und Diakonie in der veränderten Welt.
Bereits vor der Gründung der DDR beauftragten ihn die in Berlin und der Ostzone beheimateten evangelischen Missionsgesellschaften mit der Vertretung ihrer Missionsanliegen bei dem Vorsitzenden der Konferenz der östlichen Landes- und Provinzialkirchen, Bischof Otto Dibelius.

### Besuchsreisen in Afrika
Ende März 1950 unternahm er eine Visitationsreise durch Südafrika. Vor Antritt der Reise hielt er in der Berliner Marienkirche einen Vortrag mit dem Titel Vor den Toren Südafrikas und wurde anschließend von Bischof Dibelius und von Alt-Missionsdirektor Knak mit einem Reisesegen verabschiedet. 1951 berichtete er in der Berliner Marienkirche über seinen mehr als einjährigen Aufenthalt in Süd- sowie Ostafrika und danach auf dem anhaltinischen Landesmissionsfest in Dessau. Über diese Reise veröffentlichte Brennecke 1954 sein Buch Brüder im Schatten.
Auf der Brandenburgischen Missionskonferenz der in Berlin beheimateten Missionsgesellschaften, die im Zeichen der Missionsarbeit in einer veränderten Welt stand, sprach Brennecke über die Botschaft der ersten Gesamtafrikanischen Lutherischen Konferenz (AALC), die vom 12. bis zum 22. November 1955 in Marangu stattfand.
Anfang 1958 reiste Brennecke als Missionsdirektor erneut nach Afrika. Er besuchte dabei Ghana und hielt an der Universität Accra Gastvorlesungen. In der Heimat gestaltete er als Pastor Missions-Gottesdienste, zum Beispiel 1962 zusammen mit dem Domprediger Julius Schneider (1926–1993) in der „Gruftkirche“ des damals teilweise noch zerstörten Berliner Doms.

### Chefredakteur von „Die Zeichen der Zeit“
Von 1947 bis 1969 war Brennecke Schriftleiter der auf seine Initiative hin gegründeten und von der SMAD im Dezember 1946 lizenzierten Zeitschrift Die Zeichen der Zeit. In dieser Monatsschrift für Mitarbeitende der evangelischen Kirchen in der späteren DDR bemühte sich Chefredakteur Brennecke, „auf die Tagesfragen der Welt Antworten aus evangelischer Sicht zu finden“.

### Weitere Funktionen
Brennecke wurde zusätzlich zu seiner leitenden Funktion als Direktor der Berliner Missionsgesellschaft vom Kuratorium der bis 1965 wirkenden Dr. Lepsius-Deutsche-Orient-Mission (LDOM) einstimmig zum Vorsitzenden gewählt und somit Nachfolger von Siegfried Knak (1875–1955), der den Vorsitz dieser Missionsgesellschaft seit 1936 in Personalunion als Missionsdirektor innehatte.
Brennecke war Mitglied des Zentralausschusses des Ökumenischen Rates der Kirchen. An den Beratungen in Genf nahm er beispielsweise 1966 zusammen mit dem damaligen sächsische Landesbischof Gottfried Noth teil.

### Ruhestand
Aus gesundheitlichen Gründen musste Brennecke 1968 um vorzeitige Versetzung in den Ruhestand nachsuchen. Er war nahezu 20 Jahre lang Direktor der Berliner Mission.
Gerhard Brennecke fand seine letzte Ruhestätte auf dem landeseigenen Friedhof Steglitz in Berlin-Steglitz, auf dem später auch die Witwe Ursula Brennecke kirchlich beerdigt wurde.

## Familie
Mit der Theologin und Dozentin Ursula Brennecke, geborene Teickner, (1914–1999) war er verheiratet. Sie lehrte am Theologisches Seminar Paulinum in (Ost-)Berlin. Aus der Ehe gingen drei Kinder hervor: Almuth (* 1943), Hanns Christof (* 1947) und Michael (* 1948).

## Ehrungen
Brennecke bekam einen theologischen Ehrendoktor im Jahre 1960 von der Kirchlichen Hochschule Berlin-Zehlendorf verliehen.
Der Generalsekretär des Ökumenischen Rates der Kirchen Philip Potter nahm am 3. Juni 1973 während seines Besuchs in Ost-Berlin im Sterbejahr Brenneckes an einem Nachmittagsgottesdienst in der Berliner Bartholomäuskirche teil, in dem an den früheren Direktor der Berliner Missionsgesellschaft erinnert wurde. Philip Potter würdigte das Wirken des Verstorbenen und erwähnte, dass eine „unerwartete schwere Erkrankung 1966 D. Brennecke gehindert habe, eine Berufung als Direktor der Studienabteilung des Ökumenischen Rates anzunehmen“.

## Schriften (Auswahl)

### Autorschaft
- Die Mission am Anfang. In: Das Wunder Kirche unter den Völkern der Erde. Bericht über die Weltmissions-Konferenz in Tambaram (Südindien) 1938. Hrsg.: Martin Schlunk. Stuttgart/Basel 1939, S. 58–71.
- Kirchliche Verantwortung und journalistische Freiheit. In: Zeichen der Zeit, Jahrgang 1947.
- Brüder im Schatten. Berlin 1954.
- Sui generis: die außerordentliche Synode der Evangelischen Kirche in Deutschland, Berlin 27. bis 29. Juni 1956 in: Zeichen der Zeit (ZdZ), Heft 8–9/1956, S. 295–303.
- Der Friede muss in den Herzen beginnen. Ökumenisches Handeln in der Gegenwart. In: Neue Zeit, 28. Dezember 1959, S. 4.
- Ein Wort zu den Ereignissen in Südafrika. In: Neue Zeit, 15. April 1960, S. 1f.
- Das Tor ist offen, Berlin 1961.
- Anmerkungen zu einem Buche Martin Luther Kings. Mit Abbildungen von Martin Luther King und Brennecke. In: Neue Zeit, 25. November 1965, S. 3.
- Aber uns, Herr, wirst du Frieden schaffen; denn auch alles, was wir ausrichten, das hast du für uns getan. Berlin 1966.
- Das Herrn Wort ist wahrhaftig, und was er zusagt, das hält er gewiss. Berlin 1968.
- Halte fest an Barmherzigkeit und Recht und hoffe stets auf deinen Gott. Berlin 1969.
- Wir verkünden nicht uns selbst, sondern Jesus Christus als den Herrn. Berlin 1971.

### Herausgeberschaft (Auswahl)
- zusammen mit Heinrich Grüber: Christus – die Hoffnung der Welt.  Ein Bericht über die 2. Weltkirchenkonferenz Evanston – August 1954. Evangelische Verlagsanstalt, Berlin 1955.
- Diakonie der Kirche in einer veränderten Welt. Referate und Aussprachebeiträge einer Arbeitskonferenz. Lettner-Verlag, Berlin 1956.
- Weltmission in ökumenischer Zeit. Evangelischer Missionsverlag, Stuttgart 1961.